# Ben Schadler
Bernard Rudolph Schadler, detto Ben (Benton Harbor, 9 marzo 1924 – Vancouver, 30 gennaio 2015), è stato un cestista statunitense, professionista nella BAA e nella NBL.

## Carriera
Venne selezionato dai Chicago Stags nel Draft BAA 1947.